# Tsetserleg

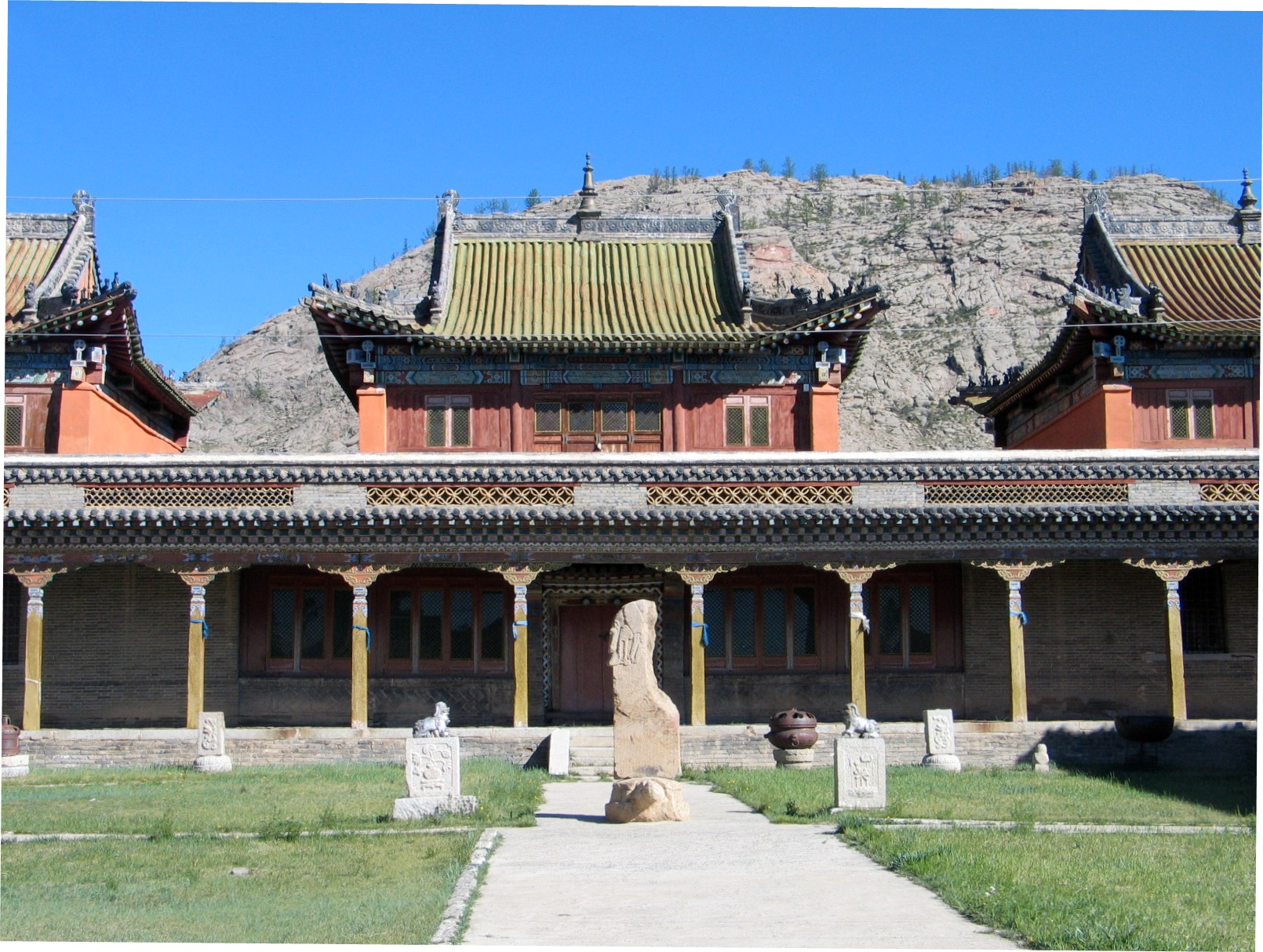
Binnenplaats van het Zayin Gegeniin Süm-klooster met stele

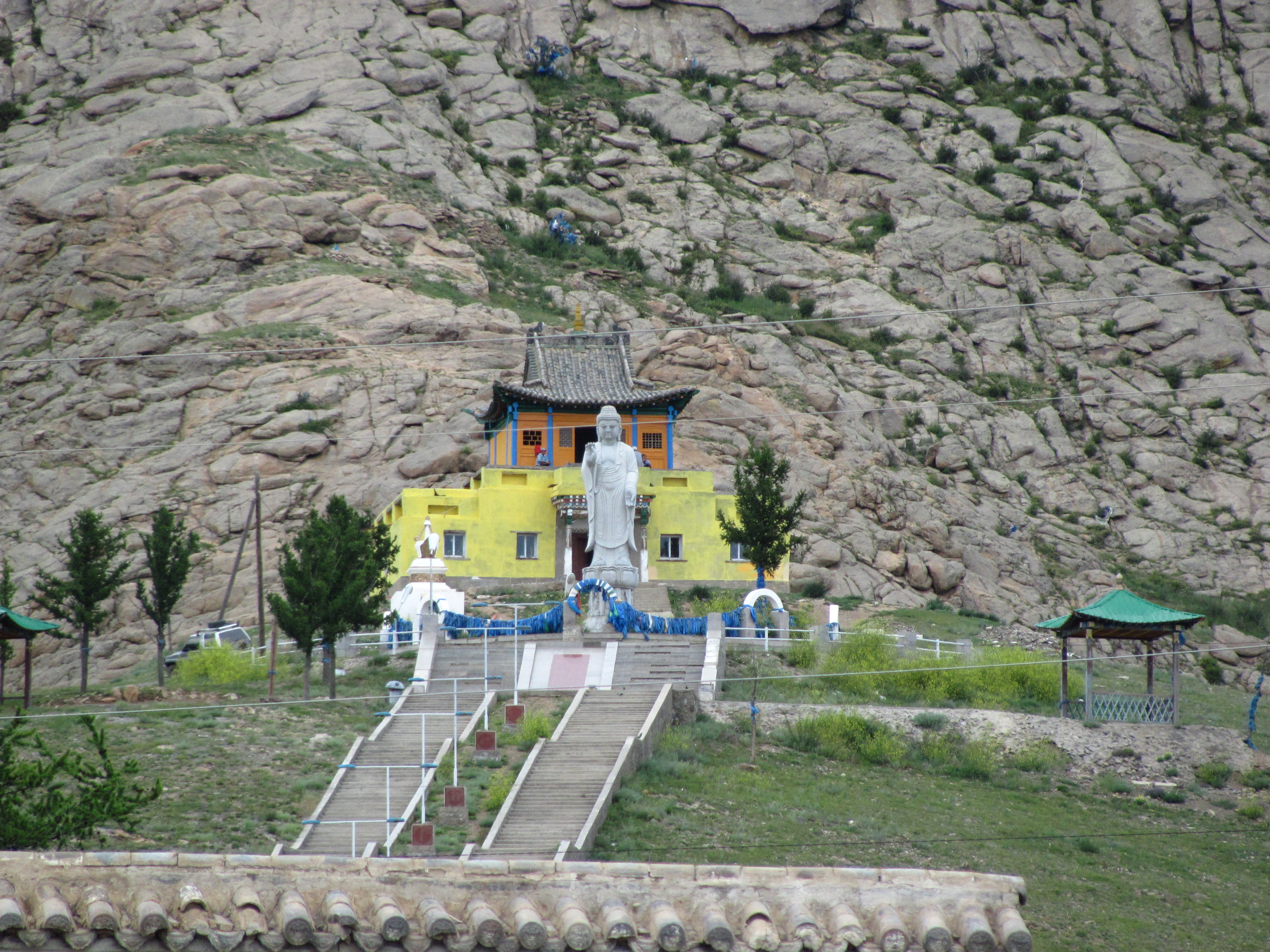
Tempel Galdan Dsuu

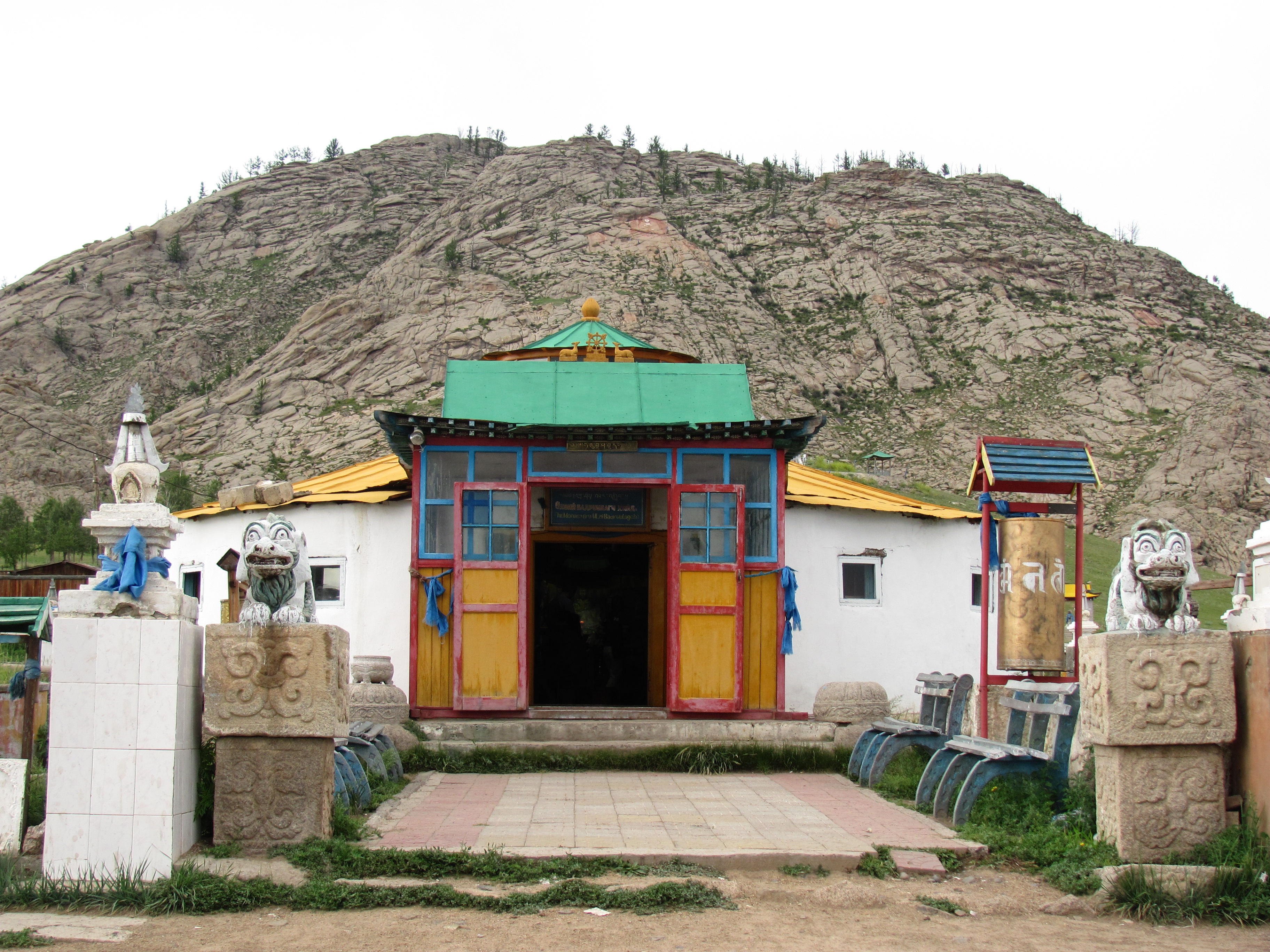
Bujandelgerüülech Chiid

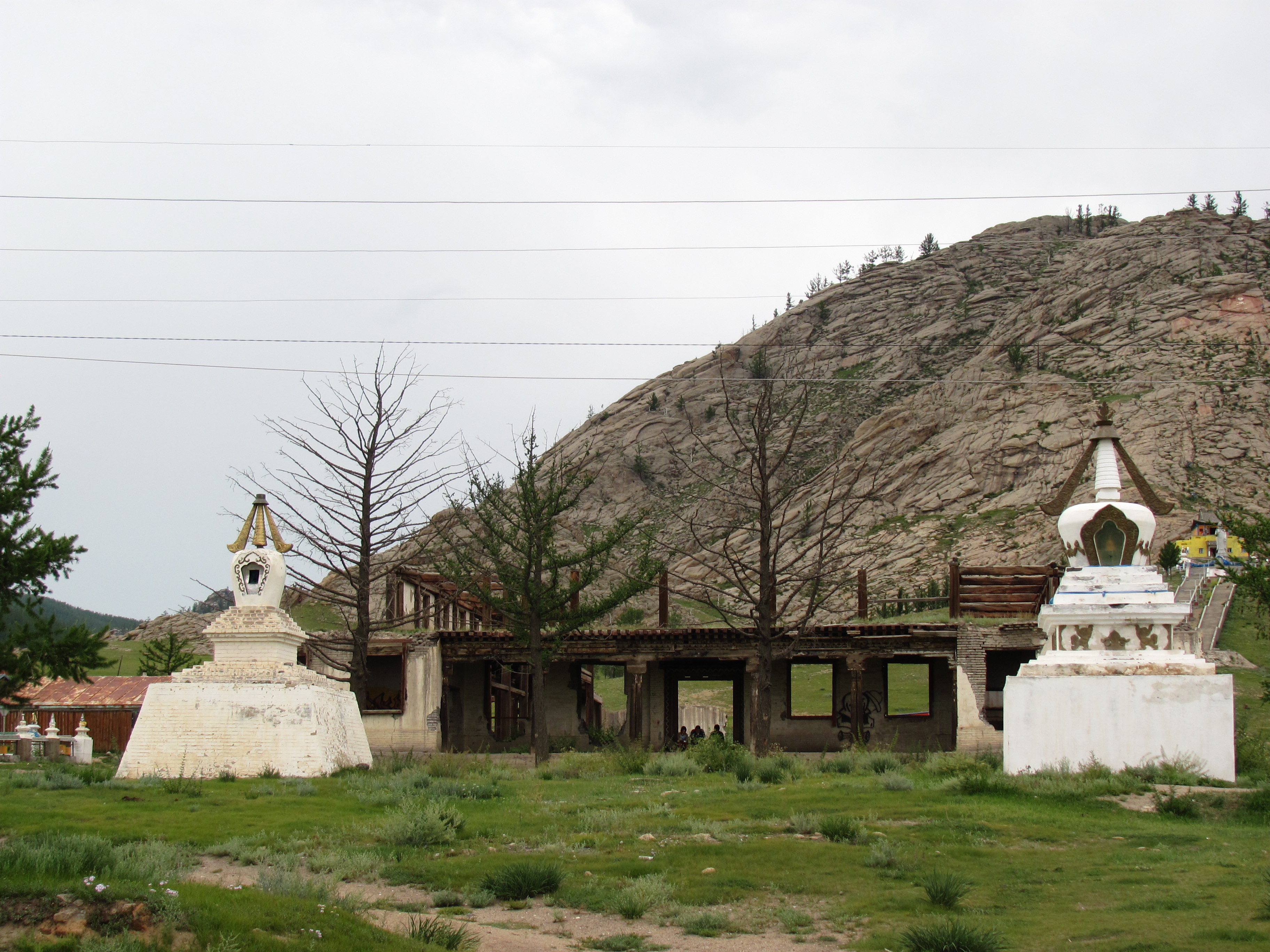
Kloosterruïne.

Tsetserleg (ook geschreven als Cėcerleg; Mongools: Цэцэрлэг) is de hoofdstad van de ajmag (provincie) Arhangaj in het noordwesten van Mongolië. De stad ligt in de noordoostelijke uitlopers van het Changaigebergte op een hoogte van 1690 meter boven zeeniveau, in de omgeving van het Nationaal Park Horgo-Terhiin Tsagaan Nuur. In 2017 telde de stad 21.600 inwoners.

## Geschiedenis
Tsetserleg is een historisch centrum voor handel en cultuur in de regio. In het verleden was er een klooster gevestigd, dat door Luwsanperenlei (1642–1715) werd gebouwd. Het klooster bestond uit een rechter- of zomertempel en een linker- of wintertempel, beide gebouwd in de jaren rond 1680. De abt Jambatseren werd in 1932 door de communisten gedood; van de hoofdtempel werd een museum gemaakt. De tegenwoordige abt woont in Ulaanbaatar en bezoekt de plaats slechts af en toe.

## Economie
De belangrijkste industrietak is de verwerking van agrarische grondstoffen en productie van levensmiddelen.

## Infrastructuur
Tsetserleg beschikt over een theater, hotels, een ziekenhuis, winkels en een landbouwhogeschool.
De stad heeft een klein vliegveld. Met de hoofdstad Ulaanbaatar en met Charchorin is Tsetserleg door middel van een geasfalteerde weg met lijnbussen verbonden.

## Bezienswaardigheden
- Het klooster- en tempelcomplex Zayain Gegeeni Süm was vroeger een van de grootste kloosters van Mongolië. Het werd in 1586 gesticht en in 1689 uitgebreid, soms woonden hier tot 1000 monniken.  Het klooster bleef grotendeels gevrijwaard van de vernielingen in 1937 onder Chorloogijn Tsjoibalsan, de gebouwen worden sindsdien echter uitsluitend als museum gebruikt. Vanaf 1990 vonden geleidelijke renovaties plaats. Het Ajmag-Museum is er tegenwoordig ook ondergebracht, het is een van de beste in zijn soort in Mongolië. Er worden wapens, zadels, sacrale voorwerpen en oude muziekinstrumenten tentoongesteld. Op de binnenplaats staat een stele uit de 6e eeuw, met inscripties in het Sogdisch, een uitgestorven taal. Het zijn de oudste boeddhistische teksten die in Mongolië zijn gevonden.
- Nabij bovengenoemd klooster bevindt zich het kleinere klooster Bujandelgerüülech Chiid, met een tempel die door de inwoners van Tsetsterleg het vaakst wordt bezocht. Hier worden regelmatig de in het Lamaïsme gebruikelijke religieuze ceremonies gehouden. Tussen beide genoemde kloosters is de ruïne van een kloostergebouw te zien dat in 1937 werd verwoest.
- Boven de kloosters is op een helling van de rotsachtige heuvel Bulgan Uul de tempel Galdan Dsuu een bezoek waard. Deze werd na 1990 weer opgebouwd. Voor de tempel, met uitzicht over Tsetserleg en omgeving, staat sinds 2006 een zeven meter hoog Boeddhabeeld. In de rotswanden boven de tempels zijn boeddhistische inscripties te vinden, die in 1937 de vernieling ontgingen. Sinds 1985 staat een 18 km² groot gebied rond de top van de Bulgan Uul (1980 meter hoog) onder natuurbescherming.
- In het noorden van de stad is aan de rivier Gangin Gol een natuurhistorisch museum gebouwd; het is via wandelpaden bereikbaar.

## Omgeving
Op 150 km ten westen van de stad ligt het 773 km² grote Nationaal Park Horgo-Terhiin Tsagaan Nuur. Het is genoemd naar het meer Terhiin Tsagaan Nuur, dat 16 km lang, 4 – 6 km breed en tot 20 meter diep is. De naam betekent "Witte Zee", wegens de tot half mei aanwezige ijsbedekking. Nabij het meer ligt de gedoofde vulkaan Chorgo (hoogte 2192 meter), met rondom een lavavlakte die spaarzaam met lariksen en struiken is begroeid. De lava met talrijke grotten herinnert aan de laatste uitbarsting omstreeks 5700 v.Chr. Tot 1920 gold de Chorgo als een heilige berg, die slechts enkelen mochten betreden.

## Klimaat
Er heerst een koud steppeklimaat met een droge winter, code BSk volgens de klimaatclassificatie van Köppen. De gemiddelde maximumtemperatuur overdag bedraagt in januari -8°C en in juli 21°C. Het nachtelijk minimum ligt in januari bij -20°C. De jaarlijkse neerslaghoeveelheid bedraagt 314 mm; de natste maand is juli met 75 mm. In januari valt slechts 2 mm.

## Geboren in Tsetserleg
- Maidardsjavyn Ganzorig (* 1949), wetenschapper en voormalig ruimtevaarder